# Црква Преображења Господњег у Љубовији
Црква Преображења Господњег у Љубовији припада Епархији шабачкој Српске православне цркве. Градња је започета 8. септембра 1932. године, а храм је у потпуности завршен 1940. године. Освећење темеља обављено је на Малу Госпојину (21. септембра) од стране епископа шабачко-ваљевског г. др Симеона (Станковића).